# Izražena potrošnja
Izražena potrošnja je trošenje novca za nabavku luksuznih dobara i usluga kako bi se javno pokazala ekonomska moć-prihoda ili stečenog bogatstva kupaca. Izraženom potrošaču, takvo javno prikazivanje neograničene ekonomske moći predstavlja sredstvo za postizanje ili održavanje određenog društvenog položaja.
Torsten Veblenova razvojna sociologija o izraženoj potrošnji proizvela je pojam zavidne potrošnje, razmetljiva potrošnja dobara koja treba da izazove zavist kod drugih ljudi; i pojam izraženo saosećanje, namerno korišćenje dobrotvornih novčanih donacija kako bi se povećao društveni prestiž donatora, s prikazom superiornijeg socio-ekonomskog statusa.

## Istorija i evolucija
Ekonomista i sociolog Torštakm Veblen (1857–1929) uveo je izraz „izražena potrošnja“ 1899. godine u svojoj knjizi Teorija slobodnog vremena: ekonomska studija u evoluciji institucija. Veblen je opisao karakteristike ponašanja nove društvene klase, koja je nastala kao rezultat akumulacije kapitala tokom Druge industrijske revolucije (oko 1860-1914 godine). U tom društvenom i istorijskom kontekstu devetnaestog veka, pojam "uočljiva potrošnja" usko je primenjen u vezi sa muškarcima, ženama i porodicama više klase koji su primenjivali svoje veliko bogatstvo kao sredstvo javnog ispoljavanja svoje društvene moći i prestiža, stvarni ili opaženi.
U dvadesetom veku značajno poboljšanje životnog standarda u društvu i posledični rast srednje klase videlo se da se izraz "izražena potrošnja" široko primenjuje na muškarce, žene i domaćinstva koji su imali diskretan dohodak koji im je omogućio da praktikuju obrasce ekonomske potrošnje - dobara i usluga - koje su bile motivisane željom za prestižom, javnim prikazivanjem društvenog statusa, a ne unutrašnjim, praktičnim korišćenjem dobara i usluga. Tokom 1920-ih ekonomisti, kao što je Pol Nistrom (1878–1969), predložili su promene stila života, koje je ostvarila ekonomija industrijskog doba, u masi društva izazvale "filozofiju uzaludnosti" koja bi se povećala. Potrošnja dobara i usluga kao društvena moda - tj. aktivnost koja se radi za sebe. U tom kontekstu, komentatori raspravljaju o "izraženoj potrošnji" ili kao zavisnosti od ponašanja ili kao narcističko ponašanje, ili kao oboje, naglašavajući psihološke uslove izazvane konzumerizmom - želju za neposrednim zadovoljenjem hedonističkih očekivanja.
Sociološki gledano, uočena potrošnja smatrana je da obuhvati društveno-ekonomsko ponašanje koje su praktikovali bogati ljudi; ipak , ekonomska istraživanja su pokazala da je uočljiva potrošnja društveno-ekonomsko ponašanje koje je zajedničko siromašnim socijalnim klasama i ekonomskim grupama, a koje je zajedničko društvima zemalja u razvoju. Među takvim ljudima, pokazatelji bogatstva koriste se za psihološku borbu protiv utiska siromaštva, obično zato što takvi muškarci i žene pripadaju društveno-ekonomskom klasnom društvu koje doživljava kao siromašne. U Komšija milioner: Iznenadne tajne američkih bogataša (1996), Tomas Stenlei i Villiam Danko izvestili su da će Amerikanci sa neto vrijednošću od više od milion dolara verovatno izbeći izraženu potrošnju, a da milioneri teže praktikuju štedljivost - na primer, preferiraju kupovinu polovnih automobila sa gotovinom umesto novih automobila sa kreditom, kako bi se izbegla materijalna amortizacija i plaćanje kamate za kredit za kupovinu novog automobila.
Upadljivo sažaljenje, praksa javnog davanja velikih suma novca u dobrotvorne svrhe kako bi se povećao društveni prestiž donatora, ponekad se opisuje kao vrsta izražene potrošnje. Takvo ponašanje je odavno prepoznato i ponekad napadnuto - na primer Lekcije novog zaveta o udovičinom novčiću, koja kritikuje bogate ljude koji daju velike donacije pretenciozno dok izdižu siromašnije ljude koji doniraju manje ali komparativno mnogo teze donacije privatno.

## Teorija konzumerizma
Kao što je predložio Torsten Veblen u 19. veku, izražena potrošnja (trošenje novca za kupovinu dobara i usluga za sebe) objašnjava psihološki mehanizam potrošačkog društva i povećanje broja i vrsta roba i usluga koje ljudi koriste i smatraju neophodnim za svoj život u razvijenom društvu.
Tumačenja koja podržavaju i objašnjavaju savremenu izraženu potrošnju prikazana su u delima Kultura potrošača (1996) C. Luri, Kultura potrošača i savremenost (1997) D. Slater, Razmena dobara i dugovanje (1998) Žan Bodrijer, i Trošenje: Pol, Evolucija i Tajne potrošnje (2009) Džefri Miler. Štaviše, u delu Skrivajući se u svetlu (1994) D. Hebdi, ukazao je na to da je izražena potrošnja oblik prikazivanja ličnog identiteta, i posledična funkcija reklame, kako je predloženo u Oglasi, Privremena moda i Potrošačka kultura (2000), A.A. Berger .
Svaka varijanta tumačenja i komplementarnog objašnjenja su izvedeni iz originalne sociološke teorije Torstena Veblena Teorija bogate elite: da izražena potrošnja sama po sebi ima psihološku svrhu, iz koje praktikant (muškarac, žena, porodica) pokazuju kako imaju čast pripadanja superiornom društvenom statusu .

## Odlike tipova
- Definicija - Termin ,,izražena potrošnja" označava postupak kupovine mnogih stvari, posebno skupih stvari ,koje nisu neophodne za život i stvorene su samo da ljudi primete da je kupac kupio robu.[15] U članku ,, Veblen, Burdije i izražena potrošnja“ (2001), A. Trig je definisao izraženu potrošnju kao ponašanje pomoću koga muškarci i žene mogu pokazivati veliko bogatstvo, besposlenošću- trošiti mnogo vremena na slobodne aktivnosti i trošiti mnogo novca na luksuznu robu i usluge.[16]
- Samopoštovanje - U knjizi ,, Prihodi, štednja i teorija potrošačkog ponašanja“ , J.S. Dusenberi je predložio da izražena potrošnja čoveka psihološki ne zavisi samo od stvarnog nivoa potrošnje, ali zavisi od stepena njegove ili njene potrošnje, u poređenju sa potrošnjom drugih ljudi. Izraženi potrošači su motivisani značajem koje mišljenje socijalnih i ekonomskih referentnih grupa, koje su model izraženih potrošača, ima njemu ili njoj.[17][18]
- Agresivna razmetljivost - U televizijskom izveštaju „ Agresivna razmetljivost“ (2009), Dik Mejer je rekao da je izražena potrošnja oblik besa prema društvu, ,, agresivna razmetljivost“ je asocijalno ponašanje, koje je proizašlo iz društvenog otuđenja koje trpe muškarci, žene i porodice koji osećaju da su postali anonimusi svojim društvima ,a taj osećaj otuđenosti je pogoršan propadanjem komunitarizma bitnog za osobu koja sebe smatra delom celokupnog društva.
- Stambeni prostor i prevoz - U Sjedinjenim Američkim Državama, trend građenja kuća koje su veće od onih koje trebaju, za savremene porodice, pocele su od pedesetih godina 20. veka. Deceniju kasnije, ta praksa izražene potrošnje proizvela je među ljudima kupovinu kuća koje su bile dvostrusko veće od prosečne veličine neophodne za udobno stanovanje jedne savremene porodice.[19] Negativne posledice bilo kupovine ili gradnje prevelikih kuća bilo je ili gubljenje ili smanjenje domaćeg porodičnog rekreativnog prostora – dvorišta; trošenje starosnih penzijskih fondova za plaćanje prevelike kuće; i dugačka putovanja, od kuće do posla, i obrnuto, jer je trazena zemljišna parcela bila nedostupna u blizini grada. Prevelike kuće su olakšavale druge vidove izražene potrošnje, kao što su prevelike garaže za velike porodične automobile ili kupovina više odeće za popunjavanje većih garderobera. Izražena potrošnja postaje samogenerišući ciklus trošenja novca radi društvenog prestiža. Analogni potrošačkom trendu, za prevelike kuće je trend kupovine ogromnih pikapova, konkretno terenskih vozila (karavana), kao oblika psihološke utehe, jer takva velika motorna vozila obično kupuju ljudi koji stanuju u gradu, u savremenoj urbanoj porodici.
- Prestiž- U članku ,, Status potrošnje u ponašanju potrošača: skala razvoja i validacije“ (1999), J.K. Istman je istakao da se potrošnja statusa zasniva na izraženoj potrošnji; ipak, literatura savremenog marketinga ne utvrđuje definitivna značenja za termine potrošnje statusa i izražene potrošnje.[20][21] Štaviše, u članku ,, Brendovi statusa: Ispitivanje uticaja društva nevezanih za brendove na statusu i izraženoj potrošnji“ (2002), A. O’Kas i H.Frost su rekli da sociolozi često pogrešno koriste termine „potrošnja statusa“ i ,,izražena potrošnja“ kao međusobno zamenljive i ekvivalentne termine. U kasnijoj studiji, O’Kas i Frost su utvrdili da, termini ,,potrošnja statusa“ i ,, izražena potrošnja“ označavaju različita sociološka ponašanja, kao i sociološki konstrukti.[22] O dvosmislenosti označavanja i konotacije termina „izražena potrošnja“, u članku „Izražena potrošnja: Pregled literrature“ (1984), R. Mason je rekao da klasične, opšte teroije procesa odlučivanja potrošača ne prihvataju lako konstrukciju „izražene potrošnje“, jer priroda navedenih socio-ekonomskih ponašanja varira u zavisnosti od društvene klase i ekonomske grupe koja se proučava.[23]
- Motivacije- U članku ,, Potrošnja statusa u međunacionalnom kontekstu: Socio-psihološki, brend i situacione prednosti!“(2010), Paurav Šukla je to rekao, dok istraživači marketinga i prodaje prepoznaju važnost društvenog i psihološkog okruženja kupca- definicija termina statusno usmerene potrošnje ostaje dvosmislena, jer da bi se razvila sveobuhvatna opšta teorija, društveni naučnici moraju prihvatiti dve osnovne pretpostavke, koje se obično ne slažu. Prvo, iako ,,racionalni“(ekonomski) i ,, iracionalni“(psihološki) elementi potrošačkih odluka često utiču na odluku osobe da kupi određene robe i usluge, istraživači marketinga i prodaje obično smatraju da je racionalni element dominantan u odluci osobe da kupi određenu robu ili uslugu. Drugo, potrošač opaža korisnost proizvoda(robe,usluge), kao prevashodno, u proceni njegove korisnosti ,tj razloga za kupovinu proizvoda.[24] Ove pretpostavke, potrebne za razvoj opšte teorije odabira brenda i kupovine brenda, su problematične , jer rezultirajuće teorije imaju tendenciju da pogrešno razumeju ili ingorišu ,,iracionalne „ elemente u ponašanju kupca-potrošača; i zato je izražena potrošnja ponašanje koje je pretežno „psihološko” u motivaciji i izražavanju. Stoga bi sveobuhvatna, opšta teorija izražene potrošnje zahtevala zaseban konstrukt za psihološki(iracionalni) element socio-ekonomskog fenomena koji je „izražena potrošnja”.

## Kritika
Visoki nivoi izrazene potrosnje mogu imati nepozeljne socijalne efekte po dva osnova; prvi slucaj objasnjava povezanost sa visokim stepenom relativnosti dohotka, takodje, izrazena potrosnja moze predstavljati visoki nivo nejednakosti dohotka koji je u vecini slucajeva instrumentalno neprihvatljiv; druga osnova se zasniva na zameni teza kada je rec o razlozima kupovine. Naime, potrosaci ne kupuju proizvode radi njihovog kvaliteta I namene, naprotiv, potrosaci kupuju na osnovu drustvenih normi, kako bi zadrzali odredjenu zeljenu socijalnu poziciju. Jedna od mana ove portage za statusom jeste u tome sto potrosaci deluju samoubilacki na njihovu finansijsku situaciju. U tom slucaju ljudi postaju anksiozni kada je rec o njihovom statusu. Nulta suma osoba koje su do tada imale velike akcije nepokretnih dobara, navodi iste da povecaju svoju izrazenu portrosnju u vidu luksuznih nekretnina I luksuznih dobara. Po definiciji, rast osobe u drustvenoj klasi se moze desiti iskljucivo na stetu druge osobe. Stoga, izrazena potrosnja luksuznih dobara I usluga je ekonomski gubitak. Paralela se moze povuci sa takozvanom “trkom u naoruzanju”- jedna zemlja mora pratiti drugu iako to prevazilazi ekonomsku realnost, ukoliko to ne zeli, gubi svoju vojnu moc I prepusta intersene sfere susednim drzavama. U ovom slucaju izrazene potrosnje, porezi na luksuzna dobra umanjuju drustvenu potrosnju na prozivode visokog statusa, predstavljajuci ih skupljim od pokretnih dobara. Kroz ovu prizmu, porezi na luksuzna dobra se mogu smatrati neuspelom marketinskom korekcijom Pidjovanijevog poreza, sa ociglednim gubicima. Ove vrsta poreza su se pokazale efikasnije u uvecavanju imovine od “dugotrajnog” rada ili glavnih poreza.
Porez na luksuz u izrazenoj potrosnji je vrsta progresivnog poreza na prodaju u kome se ispravljaju pojedine negativne posledice izrazene potrosnje nepokretnih dobara.. Luis Kaplov u svom tesktu “Korist iz prikupljanja”(2009) navodi da nekretnine sprovode objektivnu drustvenu korisnu funkciju. Bogati covek ili zena hrle u prikupljanju materijalnih dobara, iz razloga sto materijalna dobra obezbedjuju njohou socio-ekonomsku poziciju u drustvu. . Kada se korist direktno izvuce iz akumulacije dobara, ona umanjuje nepotrebne gubitke koji su povezani sa porezom na nasledstvo kao I na povecanje optimlane stope poreza na naslednistvo..
Umesto poreza na luksuz, ekonomista Robert H. Frank, predlaze primenu poreza na povecanu potrosnju; u clanku “ Veliki grad: Bogati I siromasni, preokupirani potrosnjom”(1998), John Tirney navodi da je progresivan porez na porez na dohodak jedne godine, lek za socijalnu I psiholosku devijaciju stvorenom izrazenom potrosnjom. Druga opcija je pravilnija raspodela dobara koja se moze obezbediti zakonom o primanjima-u kojem bi se svesno promovisala ideja o rasponu plata pod sistemom socijalnog korporatizma navedenog u Rehn-Meinderovom modelu . Takodje, ovo je moguce postici progresivnim porezom I prelaznim polisama, kao I provizijom na drustvena dobra. Sama po sebi, izrazena potrosnja je vrsta viseg dobra koje umanjuje razlike u primanjima na nacin egalitarizične polise koja umanjuje izrazenu potrosnju luksuznih prozvoda I usluga. 
U clanku “ bogatstvo I dobrocinstvo”(1912), ekonomista Artur Sesil Pigu navodi da redistribucija bogatsva moze dovesti do velikih dobitaka na drustveno korisnom spetkru:

  “U delu koji bavi poredjenjem dohotka, zakljucujemo, da se dohotak koji omogucava samo najneophodnije zivotne potrebe smatra niskim dohotkom. Naravno, kako primanja rastu, potrebe se uvecavaju shodno primanjima. Drugim recima, veca proporcija zadovoljstva koje je usmereno primanjima bogatih ljudi, dolazi iz njoihov relativnog dohotka, radije nego apsolutnog dohotka. Ovaj segment kupovne moci se nece unistiti ukoliko se primanja bogatijih smanje istovremeno.  Gubitak socijalne pomoci bogatijih ljudi bi bio uporediivo mali u odnosu na dobitak socijalne pomoci najsiromasnijih gradjana.”
Ekonomska polemika poreza na nepokretne nekretnine ima svoju dugu istoriju; polovinom 19-og veka, u clanku “Principi politicke ekonomije u dodiru sa socijalnom filozofijom”(1848), John Stuart Mill je naveo: 
“ Ja demantujem svaki asketizam, I nikako ne zelim da obeshrabrim, zakonom ili savetom, zadovoljstvo zadobijeno kupljenom stvari; problem je u tome sto je velika proporcija potrosnje visoke I srednje klase u vecini drzava sveta uslovljena misljenjem o datom proizvodu I misljenjem o ocekivanosti kupovanja datih prozivoda u razmeri sa njihovim drustvenim polozajem, a ne na osnovu koristi I zadovoljstav koje bi proizvod ili usluga imali po potrosace; ne mogu da se otmem utisku da je bas ovaj vid potrosnje, najboji za oporezivanje. Ukoliko sam porez obeshrabri ovakvu vrstu potrosnje, neko dobro je ucinjeno, ako ne, nikakvih losih posledica nema; do sada porezi su uklanjani sa stvari koje su zeljene I otkupljivane motivima predjasnje polemike. Kada je stvar kupljena iskljucivo zbog svoje skupoce, a ne svoje upotrebe, ne ostaje prostora da se prica o ustedjevini..

## Dodatna literatura
- Teorija Slobodnog časa Torstena Veblena na Projektu Gutenberg
- Torsten Veblen: Izražena potrošnja, 1902.
- Dobar život : Medjunarodna perspektiva , kratko delo E. Ecionia

## Spoljašnje veze
- Izražena potrošnja u najgorem slučaju... pucanje na ,,Toys R Us" na crni petak ( 2008), Los Andjels Tajms
- Zaposleni u Valmartu su pregaženi do smrti od kupaca gladnih dogovora (2008), Njujork tajms
- 10 nepristojnih prikaza bogatstva ( Septembar 2016), MarketVoč